# Armstrong Siddeley Panther

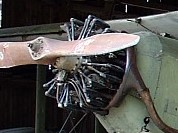
Armstrong Siddeley Panther an einer Blackburn Ripon Mark IIf.

Der Armstrong Siddeley Panther ist ein Flugmotor, den der britische Hersteller Armstrong Siddeley ab 1929 baute. Der zweireihige 14-Zylinder-Sternmotor hat einen Hubraum von 27.317 cm³. Der Panther wurde anfangs auch Jaguar Major genannt.

## Flugzeuge mit Armstrong Siddeley Panther
- Armstrong Whitworth Atlas Mark II
- Armstrong Whitworth A.W.XIV Starling Mark II
- Armstrong Whitworth A.W.16
- Armstrong Whitworth A.W.35 Scimitar
- Blackburn Ripon Mark IIf
- Fairey Gordon
- Fokker C.V
- Hawker Hoopoe
- Marinens Flyvebaatfabrikk MF.11
- Supermarine Air Yacht
- Westland Wapiti V (erster Prototyp)

## Daten (Panther VII)

### Allgemein
- Zweireihiger 14-Zylinder-Sternmotor, luftgekühlt, mit Kompressor
- Bohrung: 133,4 mm
- Hub: 139,7 mm
- Hubraum: 27.317 cm³
- Länge: 1626 mm
- Durchmesser: 1180 mm
- Gewicht: 475 kg

### Komponenten
- Ventiltrieb: Zwei obengesteuerte Ventile pro Zylinder
- Kompressor: für alle Zylinder, Direktantrieb
- Gemischaufbereitung: Vergaser
- Kühlung: Luft
- Reduktionsgetriebe: nein

### Leistung
- Leistung: 638 bhp (478 kW) bei 2400/min. und 3,5 kPa Ladedruck
- Literleistung: 17,50 kW/l
- Kompression: 5,1:1
- Leistungsgewicht: 1,136 kg/kW[1]